# Dzienniki z Musan
Dzienniki z Musan (Musan il-gy) – dramat filmowy, pełnometrażowy debiut południowokoreańskiego reżysera, Parka Jung-buma, który wyreżyserował obraz, był jego producentem i scenarzystą, a także odegrał w nim główną rolę. Film został wyróżniony Złotym Tygrysem podczas MFF w Rotterdamie, a także zdobył główną nagrodę podczas czwartej edycji Off Plus Camera decyzją jury pod przewodnictwem Jerzego Skolimowskiego.

## Obsada
- Park Jung-bum – Jang Seung-chul
- Jin Yong-ok – Kyung-chul
- Kang Eun-jin – Young-sook
- Park Young-duk – Dt Park

## Opis fabuły
Film porusza problem emigrantów z Korei Północnej i ich trudnej sytuacji w Korei Południowej, gdzie wciąż pozostają na marginesie społeczeństwa. Jeon Seung-chul jest jednym outsiderów. Nie może przystosować się do życia w Korei Południowej, ani znaleźć dobrej pracy. Próbuje za wszelką cenę przetrwać w Seulu.